# Gears 5
『Gears 5』（ギアーズ 5）は、Microsoft Studiosより2019年9月10日に日本でも同時に発売されたXbox One・Windows・Steam用サードパーソン・シューティングゲーム。2020年11月10日のXbox Series X/Sの発売後にはSeries向けのスマートデリバリーにも対応した。

## 概要
『Gears of War』（以下GoW）シリーズのナンバリング5作目、シリーズ全体としては6作目にあたる。開発はThe Coalitionである。本作ではギアーズ・オブ・ウォー4同様OneX Enhancedによる解像度の4K化やドルビーアトモスに対応し、ゲーム性の一部にオープンワールドが採用されている。日本でのディスク版の流通は少量に抑えられたが、Xbox One XやOne SでGears ５および一部の過去作品の同梱版本体が発売されている。
2024年6月10日は続編となるが、ナンバリングが付与されない1作目よりも過去の時系列の作品となる「Gears of War: E-Day」の発売が発表された。 